# Niedersächsischer Städte- und Gemeindebund
Der Niedersächsische Städte- und Gemeindebund  (NSGB) ist der kommunale Spitzenverband der kreisangehörigen Städte, Gemeinden und Samtgemeinden in Niedersachsen nach Artikel 57 Abs. 6 der Niedersächsischen Verfassung. Er wird vertreten durch den Präsidenten Marco Trips, die 1. Vizepräsidentin Maren Kleinschmidt und Geschäftsführer Oliver Kamlage. Weitere Vizepräsidenten bzw. -innen sind Guido Halfter, Günter Harders, Norbert Meyer und Annegret Trampe. Der Sprecher des Verbandes ist Stephan Meyn.
Der Verein mit Sitz in Hannover ist als kommunaler Spitzenverband von über 400 kreisangehörigen Städten, Gemeinden und Samtgemeinden ein Interessensvertreter der kommunalen Selbstverwaltung. Daher bestimmt Artikel 57 Abs. 6 der Niedersächsischen Verfassung:
Der Verband ist somit „Anwalt“ und zugleich Repräsentant seiner Mitglieder mit dem Ziel, die kommunale Selbstverwaltung vor Ort zu stärken. Der NSGB vertritt nicht einzelne Bevölkerungsgruppen, sondern die Gesamtheit der in einer Gemeinde und in den Gemeinden lebenden Bürgern. Die Mitglieder seiner Organe sind Bürgermeister und Ratsmitglieder. 
Insbesondere die Anliegen der kleineren und mittleren Städte, Gemeinden und Samtgemeinden bringt der NSGB bei der Niedersächsischen Landesregierung und dem Niedersächsischen Landtag, aber auch auf Bundesebene und bei der Europäischen Union ein.

## Kreis- und Bezirksverbände
Die Mitglieder haben die Möglichkeit, vor Ort in den Kreisverbänden mitzuwirken und können dort ihre Interessen einbringen. Die 38 Kreisverbände mit eigenen Vorständen und ehrenamtlichen Geschäftsführern haben eine große Bedeutung auf regionaler Ebene. Sie verstehen sich als Sprecher der gemeinsamen Interessen der kreisangehörigen Städte, Gemeinden und Samtgemeinden gegenüber den Organen des jeweiligen Landkreises. Dabei streben sie eine enge Zusammenarbeit mit dem Landkreis, insbesondere bei der Kreisumlage, der Regionalplanung, der Schulentwicklungsplanung und weiteren Fachplanungen, an. Die Kreisverbände sollen auch die Zusammenarbeit der Verbandsmitglieder im Kreisbereich stärken und den Erfahrungsaustausch zur Lösung gemeinsamer Probleme pflegen. Die Bezirksverbände Braunschweig, Hannover, Lüneburg und Weser-Ems Nord und Weser-Ems Süd bündeln die Interessen der Kreisverbände auf regionaler Ebene und sind Ansprechpartner der Bezirksregierungen in allen kommunalpolitischen Fragen des Regierungsbezirks.

## Finanzausstattung der kreisangehörigen Städte, Gemeinden und Samtgemeinden
Der Verband achtet unter anderem darauf, dass Bund und Land ihren sonstigen Verpflichtungen gegenüber den Kommunen nachkommen, und dass die Gesetzgeber in Berlin und in Hannover die Freiräume der Kommunen und der Bürger nicht durch Gesetzesperfektionismus einengen und dadurch hohe Kosten verursachen. 

## Beratung und Information
Neben der praxisbezogenen Einzelfallberatung informiert der Verband per Ratsbrief, Rundschreiben, Eildienst und mit der Verbandszeitschrift „Die Niedersächsische Gemeinde“ seine Mitglieder.

## Interkommunaler Erfahrungsaustausch und Selbsthilfe
Im Rahmen des interkommunalen Erfahrungsaustausches wird Hilfe zur Selbsthilfe bei praktischen Fragen des kommunalen Alltags und bestehenden Rechtsproblemen zwischen den Mitgliedern des NSGB mit Unterstützung der Landesgeschäftsstelle geleistet. Darüber hinaus versteht sich der NSGB als Plattform, die dem Erfahrungsaustausch der Kommunen untereinander dient. Als Zukunftswerkstatt hat der Verband 2014 das Projekt „Gemeinde 5.0“ ins Leben gerufen. In diesem Projekt werden die verschiedensten Ansätze verprobt, die Kommunen auf dem Weg ins Jahr 2050 gehen können.

## Service
Durch praxisorientierte Seminare und Schulungen und mit dem interkommunalen Kosten- und Leistungsvergleich greift der Verband Fragen und Problemstellungen auf und hilft seinen Mitgliedern die Probleme vor Ort besser in den Griff zu bekommen. Die Mitglieder des NSGB erhalten bei den Seminaren und Schulungen und dem interkommunalen Kosten- und Leistungsvergleich Sonderkonditionen.
Über die 100%ige Tochtergesellschaft des NSGB, die Kommunale Wirtschafts- und Leistungsgesellschaft mbH (KWL mbH) wird Energie zu Vorzugskonditionen angeboten. Zudem werden Feuerwehrfahrzeuge im Ausschreibungswege zu Sonderkonditionen beschafft und der Bezug preiswerter Telefonieleistungen durch die Bündelung des Nachfragebedarfes angeboten.
Mit der Kommunale Umwelt-AktioN U.A.N. bietet der NSGB umweltrelevante Lösungsansätze für die Kommunen, so z. B. Qualitäts- und Umweltmanagementsysteme, Abwasserberatung zur Abwasserkostenminimierung und mit dem Informationsbrief „Rathaus und Umwelt“ und dem Gebrauchtwarenanzeiger „Rathausmarkt“.